# Джерело б/н (Пилипець)
Джерело б/н — гідрологічна пам'ятка природи місцевого значення. Об'єкт розташований на території Міжгірського району Закарпатської області, с. Пилипець.
Площа — 0,5 га, статус отриманий у 1984 році (Рішення Облвиконкому від 23.10.1984 р. № 253).
Охороняється джерело гідрокарбонатно-магнієво-натрієво-кальцієвої води. Загальна мінералізація - 0,3 г/л. Використовується для лікування органів травлення.